# 도전! K-스타트업 2016
《도전! K-스타트 업 2016》은 창업을 꿈꾸는 청년들이 경합을 펼치는 창업 오디션 프로그램이며 2016년 6월 26일 첫방송을 했고 총 12부작으로 마지막 방송은 2016년 9월 11일에 종영했다.

## 우승 혜택
- 1위 - 상금 2억원
- 2위 - 상금 1억원
- 3위~10위 - 상금 3천만원